# Zatoka Odeska
Zatoka Odeska (ukr. Одеська затока, Odeśka zatoka) – zatoka Morza Czarnego, położona u wybrzeży Ukrainy. Zajmuje powierzchnię 38 km², ma około 20 km szerokości i do 30 stóp (9,1 m) głębokości. Nad zatoką leży miasto Odessa. Nad wybrzeżem zatoki znajdują się Schody Potiomkinowskie. Zatoka powstała w wyniku zalania obniżonych terenów i leży na szelfie kontynentalnym. Zatoka stanowi niebezpieczne kotwicowisko ze względu na swoją ekspozycję na wschodnie wiatry, przez co statki cumują w niej w dwóch portach, które są chronione falochronami. Porty te zamarzają na kilka dni zimą, podobnie jak sama zatoka, co rokrocznie powoduje przerwy w żegludze, trwające średnio szesnaście dni.